# Каменка (Правдинский район)
Каменка — посёлок в Правдинском районе Калининградской области. Входит в состав Железнодорожного городского поселения.

## География
Посёлок Каменка расположен на юге Калининградской области, на левом берегу реки Путиловки, в 35 км по прямой к востоко-юго-востоку от районного центра, города Правдинска, в 70 км по прямой к юго-востоку от областного центра, города Калининграда.

## История
В прошлом поселение состояло из двух отдельных населённых пунктов именами Грос Пентлак и Кацборн. Относится к исторической области древней Пруссии именем Бартия.
30 сентября 1928 года Грос Пентлак и Кацборн были объединены под названием Пентлак.
По итогам Второй Мировой войны передан в состав СССР вкупе со всей северной частью Восточной Пруссии. В 1950 году Пентлак был переименован в поселок Каменку.

## Население
Население Пентлака в 1933 году составляло 379 жителей, в 1939 году — 369 жителей.
| 2002 | 2010 |
| ---- | ---- |
| 1    | ↗3   |